# Hans Osterman
Carl Hans Osterman, född 27 april 1883 i Lund, död 14 juli 1941 i Engelbrekts församling i Stockholm, var en svensk direktör och en av pionjärerna inom svensk bilhandel. Han var bror till Ivar Osterman och Wilhelm Osterman.

## Biografi
Osterman studerade vid läroverk samt vid Schartaus handelsinstitut. Efter vidare studier utomlands startade han 1908 sin bilfirma, som 1915 ombildades till AB Hans Osterman. I takt med bilismens växt växte också företaget, som i många år var Sveriges största i branschen. Under andra hälften av 1920-talet såldes i genomsnitt 1876 bilar per år, och antalet anställda närmade sig 200. På 1930-talet var den årliga försäljningen 2454 bilar och antalet anställda nära 250.
Osterman hade från 1915–1916 kontakt med General Motors och fick 1918 generalagenturen för Cadillac och Buick. Senare sålde firman hela GM:s program, däribland Pontiac och Chevrolet. Osterman var även drivkraften bakom etableringen 1928 av GM:s sammansättningsfabrik i Hammarbyhamnen. Från 1920 hade företaget eleganta försäljningslokaler på Birger Jarlsgatan 18, som gick under namnet Ostermans marmorhallar. Dessa var fullt utbyggda 1937 och inrymde då Europas största bilutställning. År 1920–1921 var Osterman VD för AB Scania-Vabis. Från 1924 var han generalkonsul för Kuba.
Osterman var under 1910- och 1920-talen en framgångsrik tävlingsförare. Efter att fem år i rad ha vunnit KAK:s vintertävling erövrade han 1925 KAK:s andra vinterpokal för alltid.

## Familj
Hans Osterman var son till kommendör Justus Osterman och hans hustru Fredrika, ogift Borg. Han var gift två gånger, 1910–1929 med Gunhild Ohlson och från 1929 med Ebba Looström. Han var VD för sitt företag till sin död 1941. Verksamheten fortsattes därefter av hans änka och av brorsonen Lennart Osterman (1911–1996), som var VD 1941–1961. Företaget såldes 1979. Hans bror Wilhelm Osterman ägde Viskafors gummifabrik. Hans Osterman är begravd på Skogsö kyrkogård.